# Emmanuel Jegede
Emmanuel Taiwo Jegede (Ekiti, 1943) è un artista, pittore, incisore scultore, poeta e narratore nigeriano.

## Biografia
Nato ad Ayegbaju Ekiti, Nigeria nel 1943, Emmanuel Jegede studia scultura con Pa Akerejola a Ekiti e, successivamente, consegue la laurea in Fine Arts presso lo Yaba College of Technology. Nel 1963 si trasferisce in Inghilterra per specializzarsi in arti decorative, design d'interni e sculture in bronzo. Nel 1968 realizza la sua prima mostra presso la Galleria Woodstock di Londra.

## Produzione artistica
Jedge sostiene: "art without ideology is dead" (l'arte senza ideologia è morta). La sua ideologia sfida le categorie artistiche predefinite; le forme dell'arte tradizionale nigeriana vengono fuse con i tratti del modernismo figurativo europeo. Ogni suo lavoro come artista vive in bilico tra due culture differenti.
Ha lavorato come “artist-in-residence” presso molte scuole e centri d'arte. Negli ultimi anni la sua produzione come poeta, scrittore ed artista si è notevolmente affermata. 
Ha partecipato a più di 30 mostre collettive e ha realizzato oltre 18 mostre personali a livello nazione ed internazionale in Nigeria, Gran Bretagna, Canada, Germania, Irlanda, Francia e altri paesi di tutto il mondo. 
Alcune delle sue opere fanno parte di collezioni permanenti pubbliche in musei della Nigeria, Trinidad, Giamaica e del Regno Unito.